# Pleuris tuberculoso
Pleurisia tuberculosa é uma infecção da pleuras pelo Mycobacterium tuberculosis, um dos tipos mais comuns de tuberculose fora dos pulmões. O diagnóstico pode ser feito com cultura bacteriana em líquido pleural ou biópsia das pleuras. Pode-se detectar um grande aumento no número de linfócitos (linfocitose) nos líquidos pleurais.
Tratamento por dois anos com isoniazida e etambutol ou com isoniazida e ácido paraminossalicílico produz excelentes resultados. É raro o desenvolvimento de novas lesões pulmonares, derrame pleural ou necessidade de decorticação pleural.